# Bald Knob
Bald Knob ist eine City im White County im US-Bundesstaat Arkansas mit 2522 Einwohnern (Stand: 2020). Der Ort ist als einer der führenden Erdbeerproduzenten im Staat bekannt.

## Geographie
Bald Knobs geographische Koordinaten sind 35° 19′ N, 91° 34′ W (35,311535, 91,569951). Nach den Angaben des United States Census Bureaus hat die Stadt eine Fläche von 11,8 km², wovon 11,6 km² auf Land und 0,2 km² (= 1,32 %) auf Gewässer entfallen.
Bald Knob liegt direkt an den U.S. Highways 67 und 167 und ist über diese an die Hauptstadt Little Rock angebunden.

## Demografie
Zum Zeitpunkt des United States Census 2000 bewohnten Bald Knob 3210 Personen. Die Bevölkerungsdichte betrug 276,0 Personen pro km². Es gab 1395 Wohneinheiten, durchschnittlich 120,0 pro km². Die Bevölkerung bestand zu 89,91 % aus Weißen, 6,07 % Schwarzen oder African American, 0,62 % Native American, 0,59 % Asian, 0,03 % Pacific Islander, 1,21 % gaben an, anderen Rassen anzugehören und 1,56 % nannten zwei oder mehr Rassen. 3,18 % der Bevölkerung erklärten, Hispanos oder Latinos jeglicher Rasse zu sein.
Die Bewohner Bald Knobs verteilten sich auf 1257 Haushalte, von denen in 33,3 % Kinder unter 18 Jahren lebten. 51,9 % der Haushalte stellten Verheiratete, 13,5 % hatten einen weiblichen Haushaltsvorstand ohne Ehemann und 30,1 % bildeten keine Familien. 26,7 % der Haushalte bestanden aus Einzelpersonen und in 15,1 % aller Haushalte lebte jemand im Alter von 65 Jahren oder mehr alleine. Die durchschnittliche Haushaltsgröße betrug 2,55 und die durchschnittliche Familiengröße 3,08 Personen.
Die Stadtbevölkerung verteilte sich auf 27,2 % Minderjährige, 10,3 % 18–24-Jährige, 27,8 % 25–44-Jährige, 20,5 % 45–64-Jährige und 14,2 % im Alter von 65 Jahren oder mehr. Das Durchschnittsalter betrug 34 Jahre. Auf jeweils 100 Frauen entfielen 92,0 Männer. Bei den über 18-Jährigen entfielen auf 100 Frauen 87,9 Männer.
Das mittlere Haushaltseinkommen in Bald Knob betrug 26.970 US-Dollar und das mittlere Familieneinkommen erreichte die Höhe von 36.500 US-Dollar. Das Durchschnittseinkommen der Männer betrug 27.978 US-Dollar, gegenüber 19.000 US-Dollar bei den Frauen. Das Pro-Kopf-Einkommen in Bald Knob war 13.218 US-Dollar. 16,5 % der Bevölkerung und 10,4 % der Familien hatten ein Einkommen unterhalb der Armutsgrenze, davon waren 22,7 % der Minderjährigen und 20,0 % der Altersgruppe 65 Jahre und mehr betroffen.